# Ikbal
Ikbal (osmanskoturško اقبال, latinizirano: ikbal) je bil naslov žena sultanov Osmanskega cesarstva, po rangu pod kadın.

## Etimologija
Beseda ikbal (اقبال) je arabska in pomeni dobra sreča ali srečen. Zgodoninarji so besedo prevajali kot srečnež ali izbranec.

## Položaji in naslovi
Ikbal je bil naslov sultanove žene, ki ji ga je podelil on sam. Število ikbal je bilo različno. Razvrščene so bile v več kategorij: glavna ikbal (starejša ikbal, starejši izbranka, starejša srečnica), druga ikbal (druga izbranka, druga srečnica), tretja ikbal (tretja izbranka, tretja srečnica), četrta ikbal (četrta izbranka, četrta srečnica) in tako naprej,  glede na vrstni red, po katerem jih je opazil sultan in jih povzdignil na ta položaj. 
Ikbale so običajno imele pred svojim naslovom predpono, na primer  iffetlü (poštena, krepostna), ali ismetlü (krepostna) in pripono hanım, hatun   ali kadın.

## Status

### 18. stoletje
Ikbale so se prvič pojavile proti koncu 17. stoletja, med vladavino sultana Mustafe II. (vladal 1695–1703). V 18. stoletju sta imela ikbale tudi sultana Mahmud I. (vladal 1730-1754) in Mustafa III. (vladal 1757-1773).
V 18. stoletju so se ikbale imenovale kalfa, kar pomeni ljubica, in kaže na njihov visok položaj  v haremu. Imele so svoje osebne služabnike in vsake tri mesece 250 kurušev žepnine.

### 19. stoletje
Tradicija jemanja ikbal se je nadaljevala do 19. stoletja.  Izbirale so se med gediklijami. Vsaka je imela svoj "nočni razpored" (nöbet gecesi). Njihovo prejemki so znašali 20.000 kurušev letno. Imele so osebne služabnike  in se razkošno oblačile.
Vsaka ikbal je prebivala v svojem stanovanju  ali včasih v posebnem kiosku. V 19 stoletju so imele v drugem nadstropju palače dve sobi. Ena je bila obrnjena proti Bosporski ožini in je služila kot salon, druga pa je gledala na vrtove palače in je služila kot spalnica. Sultani so jih  prihajali obiskovat, če so bile bolne ali če so imele otroke.
V preteklosti se je domnevalo, da je noseča ikbal avtomatsko napredovala v kadın, vendar temu ni bilo tako. Položaj kadın je lahko prevzela le, če je ena  od kadın umrla ali se ločila. Na izpraznjeno mesto je napredovala najvišja ikbal.  Po sultanovi smrti so vse ikbal,  ki niso imele otrok ali so rodile mrtve otroke, poročili z državniki, druge pa preselili v Staro palačo.
Za ikbale je veljal isti zakon o dedovanju kot za druge ženske v haremu, vendar so jih običajno pokopali na častnih mestih.

## Častni naslov
Med sultanovimi ženami, ki so jih tradicionalno naslavljali z ıkbal, so bile: 
- Nükhetsezâ hanım (1827–1850), žena sultana Abdulmedžida I.
- Navekmisal hanım (1827–1854), žena sultana Abdulmedžida I.
- Şayeste hanım (1836–1912), žena sultana Abdulmedžida I.
- Serfiraz hanım (1837–1905), žena sultana Abdulmedžida I.
- Müşfika kadın (1867–1961), žena sultana Abdula Hamida II.
- Peyveste hanım (1873–1943), žena sultana Abdula Hamida II.
- Fatma Pesend hanım (1876–1928), žena sultana Abdula Hamida II.
- Behice hanım (1882–1969), žena sultana Abdula Hamida II.
- Nevvare hanım (1901–1992), žena sultana Mehmed VI.
- Nevzad hanım (1902–1992), žena sultana Mehmeda VI.